# Oleh Tjahnibok
Oleh Tjahnibok (ukr. Олег Тягнибок); (Ukrajina, Ljviv, 7. studenog 1968.); je ukrajinski političar krajnje desne orijentacije. Vođa je ukrajinske stranke Sveukrajinsko objedinjenje Sloboda i član je Ljvivskog regionalnog vijeća. Godine 2010. kandidirao se za predsjednika Ukrajine te je pritom dobio izravnu podršku 352.282 ili 1.43% glasača. Tjahnibok sebe smatra umjerenim ukrajinskim nacionalistom u pozitivnom smislu riječi, a u ukrajinski parlament je prvi puta izabran 1998. godine.

## Politička stajališta
Ključna stajališta Oleha Tjahniboka su da Ukrajina ne treba nužno pristupiti NATO savezu, ali također smatra da je u ovom trenutku najveća prijetnja Ukrajini politika u Moskvi koja se nije posve pomirila s neovisnošću Ukrajine. Smatra da se Europska unija treba bazirati na zajednici neovisnih država s velikim stupnjem autonomije. Radi veće političke stabilnosti Ukrajine također zagovara ukidanje autonomije Krima i vraćanje u prijašnji status ukrajinske oblasti.

## Vezani članci
- Vjačeslav Kirilenko
- Anatolij Hricenko
- Nuklearno naoružanje Ukrajine

## Vanjske poveznice
- [neaktivna poveznica]
- Stranice Sveukrajiskog objedinjenja Sloboda